# Vaadjuv Nyqvist
Dag Vaadjuv Nyqvist (ur. 5 października 1902 w Oslo, zm. 9 maja 1961 tamże) – norweski żeglarz, olimpijczyk, zdobywca srebrnego medalu w regatach na Letnich Igrzyskach Olimpijskich w 1936 roku w Berlinie.
Na Letnich Igrzyskach Olimpijskich 1936 zdobył srebro w żeglarskiej klasie 6 metrów. Załogę jachtu Lully II tworzyli również Karsten Konow, Alf Tveten, Magnus Konow i Fredrik Meyer.